# Гек Финн и Том Сойер среди индейцев
«Гек Финн и Том Сойер среди индейцев» (англ. Huck Finn and Tom Sawyer among the Indians) — неоконченная повесть американского писателя Марка Твена, одна из незавершённых частей в серии книг Твена о приключениях Гекльберри Финна и Тома Сойера. Написана предположительно в 1884 году и доведена автором до середины девятой главы. В некоторых деталях, по мнению исследователя творчества Твена Уолтера Блэра, основана на автобиографическом опыте писателя.
Среди причин, по которым Твен отказался от завершения этого произведения, позднейшие критики называли как то, что автор к этому времени постарел и был слишком занят житейскими делами, так и обнаружившиеся по ходу сочинения сюжетные проблемы, в том числе вероятную необходимость описать изнасилование индейцами белой женщины, за что Твену не хотелось приниматься.
Незавершённый текст Твена был впервые опубликован в 1968 году в журнале Life. Прочитавший его исторический романист Ли Нельсон (англ. Lee Nelson) написал завершение повести и договорился с правообладателями о возможности публикации.